# Österreichische Tischtennisnationalmannschaft
Die österreichische Tischtennisnationalmannschaft ist die Auswahlmannschaft des ÖTTV, die Österreich bei Tischtennisweltmeisterschaften, Tischtennis-Europameisterschaften und bei Olympia vertreten. Als größter Erfolg gilt der Gewinn der Weltmeisterschaft 1936. Zudem gelang es Werner Schlager im Jahr 2003 als bislang letztem Europäer die Einzel-Weltmeisterschaft zu gewinnen.
Im Jahr 2015 gewann das Herrenteam sensationell Gold bei der EM durch einen Finalsieg gegen das favorisierte Team aus Deutschland.
Bis 2015 holte der ÖTTV insgesamt 35 Medaillen bei Europameisterschaften, davon sieben Gold-, zehn Silber- und 18 Bronzemedaillen.

## Erfolge (Auswahl)

### Weltmeisterschaften
- 1-mal Weltmeister (1936)

### Europameisterschaften
- 1-mal Europameister (2015) – 3:2 gegen Deutschland (Robert Gardos 1:1, Stefan Fegerl 1:1, Daniel Habesohn 1:0)
- 1-mal Vizeeuropameister (2005) – 2:3 gegen Dänemark (Werner Schlager 1:1, Chen Weixing 1:1, Robert Gardos 0:1)

### Olympische Spiele
- 1-mal 4. Platz (2008)

### Europaspiele
- 1-mal Bronze (2015)

## Geschichte

Weltranglistenpositionen der besten österreichischen Tischtennisspieler ab 2001

Bereits bei den ersten drei Weltmeisterschaften von 1926 bis 1929 war Österreich erfolgreich und belegte hinter Ungarn jeweils den zweiten Platz. Zwischen 1932 und 1935 folgten eine weitere Silber- und drei Bronzemedaillen, bevor 1936 die erste und bisher einzige WM-Goldmedaille gewonnen werden konnte. Auch 1938 gewann das Team noch einmal Silber, Topspieler Richard Bergmann emigrierte nach dem Anschluss Österreichs jedoch ins Vereinigte Königreich, und an der letzten Weltmeisterschaft vor dem Zweiten Weltkrieg nahm Österreich nicht mehr teil.
Bei den ersten beiden Weltmeisterschaften nach dem Krieg konnte vorerst noch an die guten Leistungen aus der Vorkriegszeit angeknüpft und zweimal Bronze gewonnen werden, daran schlossen sich jedoch allmählich nachlassende Leistungen an. 1949 und 1950 belegte Österreich Platz sieben, danach gelang aber 50 Jahre lang keine Platzierung unter den besten acht. Auch bei den seit 1958 stattfindenden Europameisterschaften blieben Erfolge vorerst aus, der fünfte Platz 1962 blieb lange Zeit die beste Leistung.
Erst Anfang des 21. Jahrhunderts konnte Österreich, das zu diesem Zeitpunkt mit Werner Schlager über einen Top-10-Spieler verfügte, wieder an die internationale Spitze vorstoßen. Bei der WM 2001 kam das Team auf Rang fünf – die beste Platzierung seit 1948 –, 2002 holte es mit Bronze die erste EM-Medaille. Auch bei den folgenden Weltmeisterschaften erreichte Österreich stets die Hauptrunde, kam aber nicht über das Viertelfinale hinaus. 2005 wurde bei der EM Silber gewonnen, und im Dezember 2006 verfügte das Team mit Werner Schlager und Chen Weixing für einen Monat über zwei Top-10-Spieler, während Robert Gardos wiederholt in die Top 50 vorstieß. Beim ersten olympischen Teamwettbewerb 2008 kam Österreich auf Platz vier, bei den Europameisterschaften 2008, 2009 und 2011 gewann die Mannschaft erneut Bronze.
Weitere Erfolge gelangen 2015 – inzwischen mit Stefan Fegerl und Daniel Habesohn statt Werner Schlager und Chen Weixing –, indem Österreich bei den ersten Europaspielen Bronze und bei der Europameisterschaft im selben Jahr erstmals Gold holte. In den folgenden Jahren kam das Team in keinem Turnier über das Viertelfinale hinaus, und 2020 misslang sogar erstmals die Qualifikation für die Olympischen Spiele, nachdem man ohne den erkrankten Habesohn überraschend an Serbien gescheitert war.

## Besetzung
- Bundestrainer: Ferenc Karsai
- Alexander Chen ( Badener AC-TT)
- Stefan Fegerl ( Borussia Düsseldorf)
- Robert Gardos ( Chartres ASTT)
- Thomas Grininger ( Linz AG Froschberg)
- Daniel Habesohn ( Post SV Mühlhausen 1951)
- Andreas Levenko ( Linz AG Froschberg)
- Simon Pfeffer ( ASKÖ Glas Wiesbauer Mauthausen)
- David Serdaroglu ( UTTC Stockerau)
- David Vorcnik ( KSV HiWay Grill Kapfenberg)